# Endornaviridae
Famille
Genres de rang inférieur
- Alphaendornavirus
- Betaendornavirus

Les Endornaviridae sont une famille de virus de l'ordre des Martellivirales, qui comprend deux genres et 31 espèces. La famille est rattachée au  groupe IV de la classification Baltimore.
Ce sont des virus à ARN linéaire dit simple brin à polarité positive ((+)ssRNA ou (+)mcARN), de structure très simple puisqu'acapsidés.
Ils infectent principalement des plantes (phytovirus) mais également des champignons et des oomycètes (mycovirus).

## Étymologie
Le nom de la famille, « Endornaviridae », est construit à partir de l'expression « endogenous dsRNAs » (ARNbc endogènes) en retenant le préfixe « Endo » et le suffixe RNA, suivi du suffixe « -viridae » qui caractérise les noms de familles de virus.

## Liste des genres
Selon NCBI (21 décembre 2020) :
- Alphaendornavirus ; 24 espèces, dont Oryza sativa alphaendornavirus (espèce-type)
- Betaendornavirus ; 7 espèces, dont Sclerotina sclerotiorum betaendornavirus 1 (espèce-type)

Les Alphaendornavirus infectent des plantes, des champignons et les oomycètes du genre  Phytophthora. Ils se caractérisent par des génomes plus grands (> 11,9 kb) que ceux des espèces du genre Betaendornavirus. La majorité des Alphaendornavirus contiennent un domaine de glycosyltransférase et une coupure près de l'extrémité 5 du brin codant de la forme réplicative. Les Betaendornavirus infectent les champignons ascomycètes. Ils diffèrent des Alphaendornavirus par leurs génomes plus courts
(<10,7 kb), dépourvus de domaine glucosyltransférase ou de coupure  spécifique au site 5′-terminal, mais pourvus d'un domaine méthyltransférase. 